# Spurwinkia
Spurwinkia là một chi ốc nước ngọt rất nhỏ, động vật thân mềm chân bụng trong họ Hydrobiidae.

## Các loài
Các loài trong chi Spurwinkia gồm có:
- Spurwinkia salsa (Pilsbry, 1905)[2]